# 廿日市市役所前站
廿日市市役所前站（日语：／ Hatsukaichi-shiyakusho-mae eki */?）（也可譯作廿日市市政廳前站）是位於廣島縣廿日市市新宮一丁目2番38號，廣島電鐵的宮島線車站。車站編號為M33。此站最接近廿日市市政廳、廿日市市文化會堂「櫻花皮亞」。此車站前名平良（日语：／）現時成為副站名。

## 歷史
在1984年（昭和59年），宮島線廣電廿日市站至宮內站之間開設此站，當時車站名為平良站。在車站啟用當初，連接此站的道路還未完善，當時只有單車停泊處，沒有其他交通工具連接此站。在1997年（平成9年），廿日市市政廳的新廳舍落成，同時開始計劃建設連接車站的道路（親睦通，都市計劃道路平良站通線）。道路工程在2000年（平成12年）度開始，2年後部分路道區間開始使用。在2004年至2005年度，隨著站前廣場進行工程，此站的設備也進行翻新。車站的翻新工程與道路工程是共同進行，為國土交通省的「幹線鐵道等活性化工程費用補貼（轉乘便利化）」部分，國家與市支付部分工程費用。這個補助制度一直以來都是適用於鐵路之間的轉乘設施，但是此站的情況變為鐵路轉乘駛入至站前廣場的巴士。
在工程完成後，於2006年（平成18年）6月1日，都市計劃道路全線開通。同日此站改名為廿日市市役所前（平良）站，在名字和實際上，此站成為廿日市市新的核心車站。在車站翻新工程後，上下行月台之間建設了站內平交道，下行月台例的站前廣場遷移約40米，廣場與巴士站一體化。使鐵路月台與巴士站在同一平面上，方便乘客轉乘，成為一個交通樞紐功能。在此站進行車站工程後，翌年2007年（平成19年），宮島線內另一車站——廣電阿品站，也進行同相同工程，把鐵路車站與巴士站一體化。
- 1984年（昭和59年）11月1日 - 平良站啟用[10][11]。
- 1997年（平成9年）12月 - 計劃建設都市計劃道路平良站通線與站前廣場[5]。
- 2000年（平成12年） - 開始都市計劃道路工程[5]。
- 2004年（平成16年） - 開始進行站前廣場工程，同時翻新周邊設施[7]。
- 2006年（平成18年）
  - 1月28日 - 車站遷移工程完成。同日使用新車站停車[12]。
  - 6月1日 - 都市計劃道路全線開始使用[5]。站名改名為廿日市市役所前（平良）站[3][13]。
  - 6月2日 - 站前廣場啟用，廣電巴士（日语：広電バス）開始駛入此站[14]。

## 車站構造
車站是一座地面車站，設有2面2線的相對式月台（千鳥式月台）。從路線起點望向此站的左邊為廣電宮島口站方向的下行月台，右邊為廣電西廣島站方向的上行月台。兩月台之間設有站內平交道連接。在2006年翻新前此站沒有站內平交道，因此前往對面月台轉乘繞路。
下行月台後方設有巴士站，在電車乘車場對面為巴士站，電車與巴士之間可進行跨月台轉乘。此站提供無障礙環境。
車站周邊設有停泊單車處與多功能廁所。

## 使用狀況
根據《廿日市市統計書》，在2018年度1日平均上落車人次（把使用人次總數除以當日的日數）為3,120人。
以下為此站近年上落車人次列表：
| 1日平均上落車人次變化 | 1日平均上落車人次變化 | 1日平均上落車人次變化 |
| 年度                  | 上落車人次            | 參考資料              |
| --------------------- | --------------------- | --------------------- |
| 1994年度              | 1,391                 |                       |
| 1995年度              | 1,482                 |                       |
| 1996年度              | 1,672                 |                       |
| 1997年度              | 1,569                 |                       |
| 1998年度              | 1,520                 | [ 使用人次 2 ]        |
| 1999年度              | 1,605                 | [ 使用人次 2 ]        |
| 2000年度              | 1,716                 | [ 使用人次 2 ]        |
| 2001年度              | 1,372                 | [ 使用人次 2 ]        |
| 2002年度              | 1,429                 | [ 使用人次 2 ]        |
| 2003年度              | 1,436                 | [ 使用人次 2 ]        |
| 2004年度              | 1,493                 | [ 使用人次 2 ]        |
| 2005年度              | 1,525                 | [ 使用人次 3 ]        |
| 2006年度              | 1,789                 | [ 使用人次 4 ]        |
| 2007年度              | 1,895                 | [ 使用人次 5 ]        |
| 2008年度              | 2,172                 | [ 使用人次 6 ]        |
| 2009年度              | 2,365                 | [ 使用人次 7 ]        |
| 2010年度              | 2,448                 | [ 使用人次 8 ]        |
| 2011年度              | 2,515                 | [ 使用人次 9 ]        |
| 2012年度              | 2,539                 | [ 使用人次 10 ]       |
| 2013年度              | 2,571                 | [ 使用人次 11 ]       |
| 2014年度              | 2,650                 | [ 使用人次 12 ]       |
| 2015年度              | 3,397                 | [ 使用人次 13 ]       |
| 2016年度              | 3,477                 | [ 使用人次 14 ]       |
| 2017年度              | 3,308                 | [ 使用人次 15 ]       |
| 2018年度              | 3,120                 | [ 使用人次 1 ]        |

## 車站周邊
車站西邊設有大型住宅區。車站東邊原本設有住宅區，後來在廿日市市新宮地區進行工程和再開發計劃，打造為一個市政核心的地區。從站前廣場設有道路（都市計劃道路平良站通線）延伸至市政核心區，沿道上設有政府機構和文化設施。在市政廳南邊海邊設有工業設施。
- 廿日市市政廳
- 廿日市市文化會堂（日语：はつかいち文化ホール）（櫻花皮亞）
- 廿日市市綜合保健福祉中心（愛Plaza）
- 廿日市地方合同廳舍
  - 廣島法務局（日语：広島法務局）廿日市分局
  - 廿日市稅務署
  - 廿日市勞動基準監督署
- 廿日市市體育中心（Sun Cherry）
- 廿日市郵局（日语：廿日市郵便局）
- 新宮中央公園
- Tina court（日语：Tina court）（商業設施）
- Youme Town廿日市（日语：ゆめタウン廿日市）
- 國道2號
- 廿日市市鄉土資料室
- 木材港

## 巴士路線
在2006年前，站前廣場還未進行工程，因此站前的道路比較狹窄，巴士不能夠駛入至站前。當時最近的巴士站是步行9分鐘至國道2號上。當日廿日市市要求設有巴士路線駛入至廣島電鐵車站，後來站前廣場工程完成後廣電巴士設有巴士路線駛入至站前。另外，廿日市市的社區巴士「櫻花巴士」也有巴士路線駛入至此站。
- 廣電巴士（日语：広電バス）
  - 路線編號12 （經Youme Town廿日市、宮內串戶站）前往宮園、四季丘（四季丘北）
  - 路線編號13 （宮內串戶站）前往津田
- 廿日市櫻花巴士（日语：さくらバス）
  - 西循環
    - 左回
    - 右回

  - 佐方路線
  - 宮内路線
  - 原路線

## 相鄰車站
廣島電鐵
■宮島線
廣電廿日市（M32）－廿日市市役所前（M33）－宮內（M34）

## 注腳

### 使用狀況
1. 1 2  《廿日市市統計書》2020年版
2. 1 2 3 4 5 6 7  《廿日市市統計書》2006年版
3. ↑  《廿日市市統計書》2007年版
4. ↑  《廿日市市統計書》2008年版
5. ↑  《廿日市市統計書》2009年版
6. ↑  《廿日市市統計書》2010年版
7. ↑  《廿日市市統計書》2011年版
8. ↑  《廿日市市統計書》2012年版
9. ↑  《廿日市市統計書》2013年版
10. ↑  《廿日市市統計書》2014年版
11. ↑  《廿日市市統計書》2015年版
12. ↑  《廿日市市統計書》2016年版
13. ↑  《廿日市市統計書》2017年版
14. ↑  《廿日市市統計書》2018年版
15. ↑  《廿日市市統計書》2019年版

## 外部連結
- 廿日市市役所前（平良） | 電車情報：電停指南 （页面存档备份，存于）（日語） - 廣島電鐵